# سان رافائل، مندوسا
سان رافائل (به اسپانیایی: San Rafael) شهری در کشور آرژانتین، استان مندوسا است که در سال ۲۰۰۹ میلادی، حدود ۱۵۸۰۰۰ نفر جمعیت داشته است.